# Gizeux
Gizeux é uma comuna francesa na região administrativa do Centro, no departamento Indre-et-Loire. Estende-se por uma área de 21,25 km². Em 2010 a comuna tinha 388 habitantes (densidade: 18,3 hab./km²).